# سبد الجبال
سبد الجبال (الاسم العلمي: Caprimulgus poliocephalus) (بالإنجليزية: Montane Nightjar)‏ هو طائر ينتمي إلى طائر السبد (فصيلة: Caprimulgidae).